# Carral
Carral è un comune spagnolo di 5 453 abitanti situato nella comunità autonoma della Galizia.